# Avril
Avril ist eine französische Gemeinde mit 1.223 Einwohnern (Stand: 1. Januar 2022) im Département Meurthe-et-Moselle in der Region Grand Est (bis 2015 Lothringen). Sie gehört zum Arrondissement Val-de-Briey und ist Mitglied im Gemeindeverband Communauté de communes Orne Lorraine Confluences. Die Einwohner werden Avrilois und Avriloises genannt.

## Lage

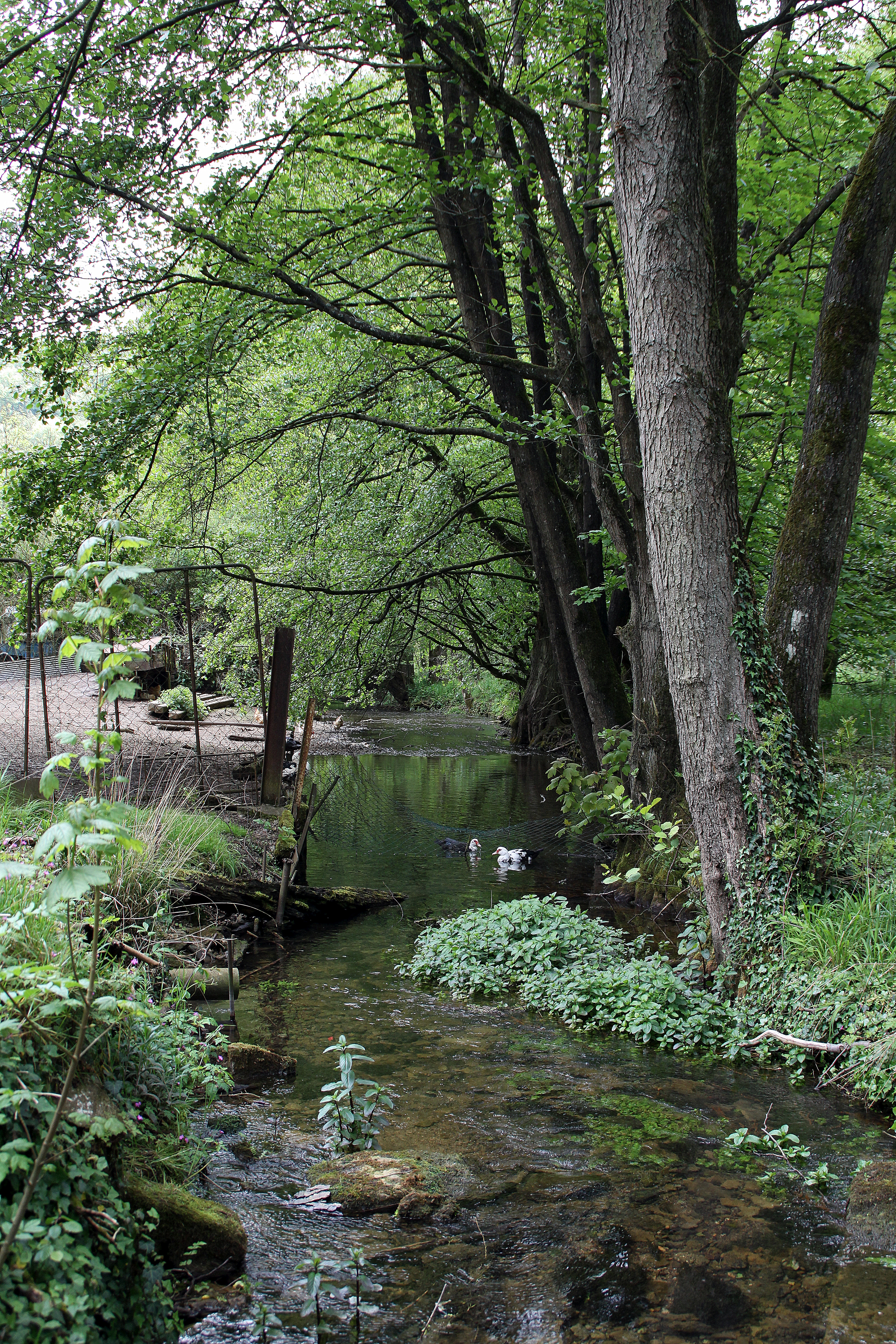
Der Fluss Conroy neben der Mühle Pérotin

Avril liegt etwa zehn Kilometer westsüdwestlich von Thionville. An der östlichen Gemeindegrenze verläuft der Fluss Conroy. Umgeben wird Avril von den Nachbargemeinden Trieux im Nordwesten und Norden, Lommerange im Norden, Neufchef im Nordosten und Osten, Moyeuvre-Petite und Moyeuvre-Grande im Südosten, Val de Briey im Süden und Südwesten, Bettainvillers im Westen sowie Tucquegnieux im Westen und Nordwesten.

## Bevölkerungsentwicklung
| Jahr                       | 1962 | 1968 | 1975 | 1982 | 1990 | 1999 | 2011 | 2019 |
| Einwohner                  | 542  | 515  | 535  | 508  | 506  | 579  | 1004 | 1150 |
| Quellen: Cassini und INSEE |      |      |      |      |      |      |      |      |

## Sehenswürdigkeiten
- Pfarrkirche Notre-Dame-de-l’Assomption
- Taubenschlag des Klosters Saint-Pierremont, seit 1979 als Monument historique eingeschrieben

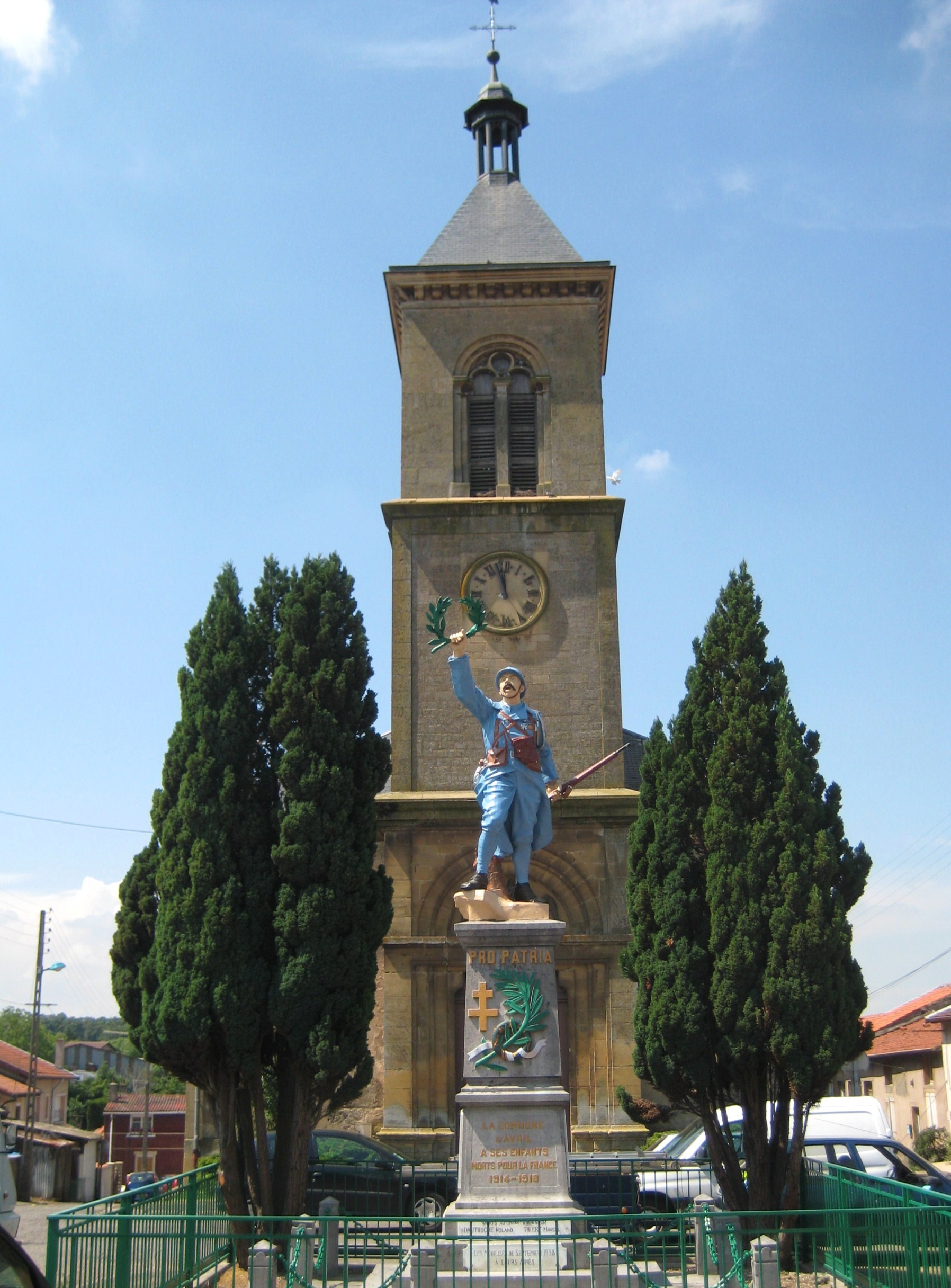
Pfarrkirche Notre-Dame-de-l’Assomption und Gefallenendenkmal
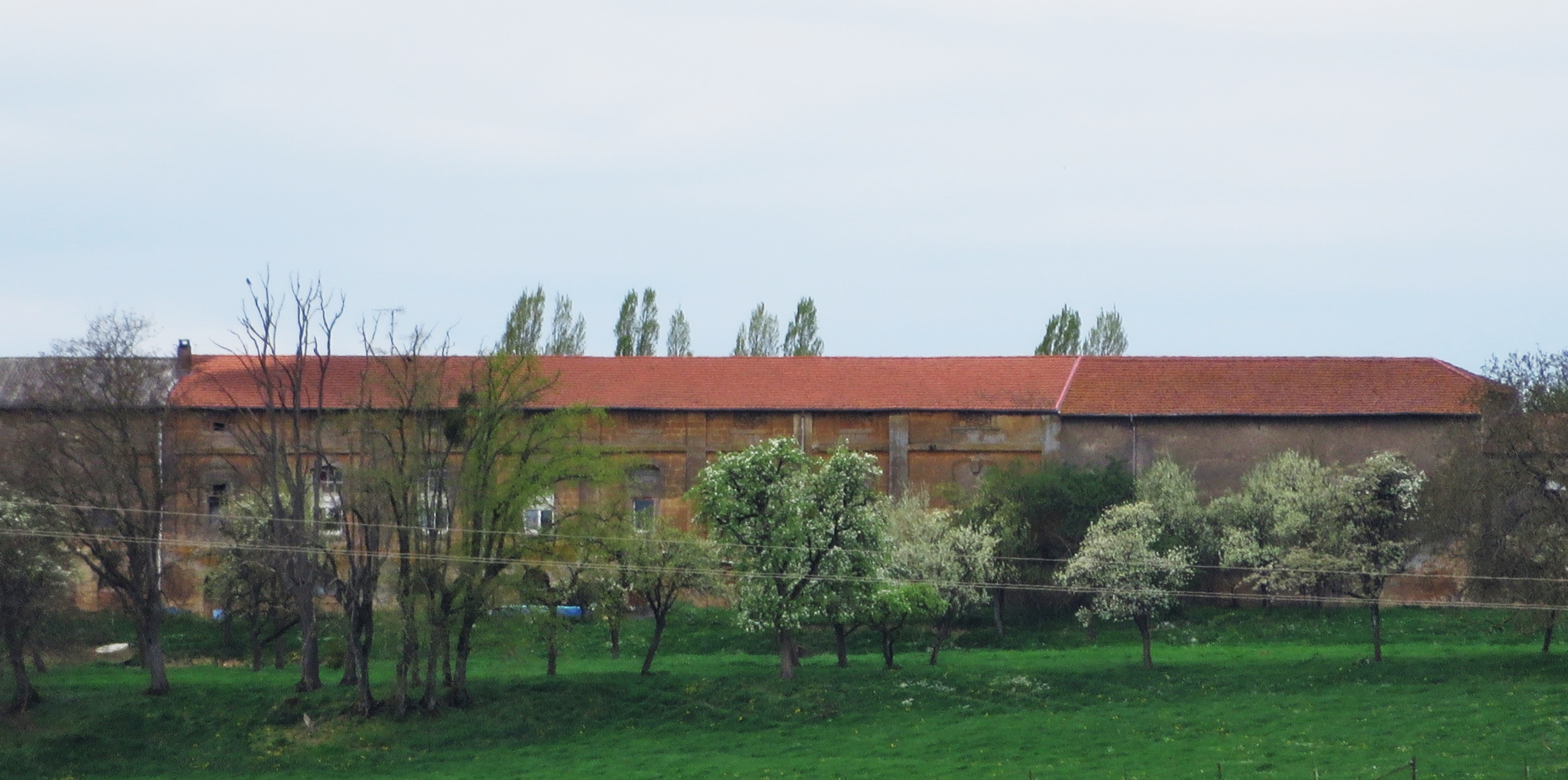
Ehemaliges Kloster Saint-Pierremont
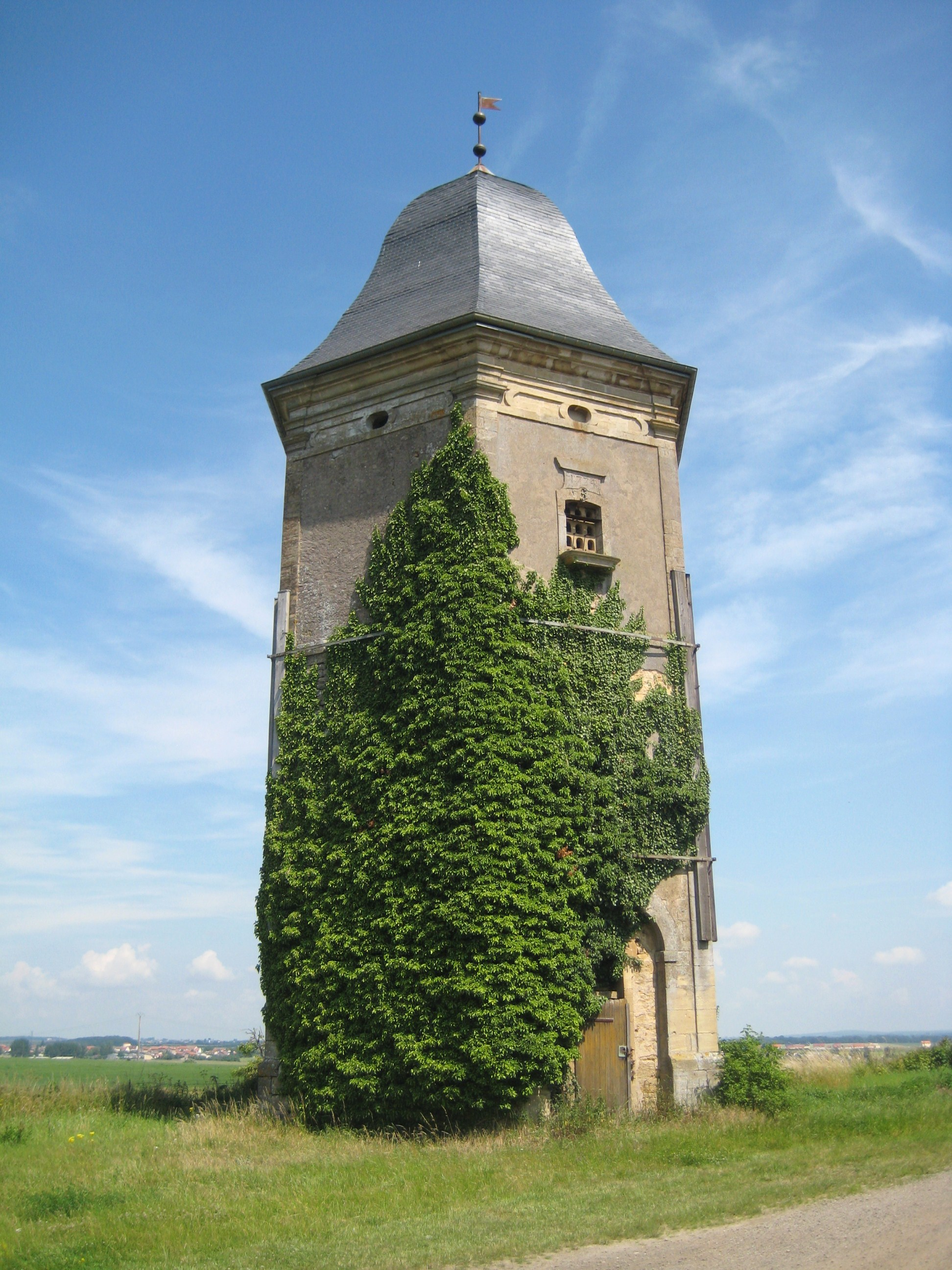
Taubenschlag des ehemaligen Klosters Saint-Pierremont

## Gemeindepartnerschaft
Mit der französischen Gemeinde Poissons im Département Haute-Marne besteht eine Partnerschaft.